# Воскресенское (Грязовецкий район)
Воскресенское — село в Грязовецком районе Вологодской области на реке Великая.
Входит в состав Комьянского муниципального образования, с точки зрения административно-территориального деления — в Ведерковский сельсовет.
Расстояние до районного центра Грязовца по автодороге — 44 км, до центра муниципального образования Хорошево по прямой — 13 км. Ближайшие населённые пункты — Поповка, Боброво, Притыкино.
- По переписи 2002 года население — 7 человек[3].

Это первое место в Вологодской области, где остановился Преподобный Димитрий Прилуцкий. Вместе с учеником Пахомием отправились в северные леса и в вологодских лесах, на реке Великой, в Авнежской округе, они построили храм Воскресения Христова и хотели положить основание монастырю. Но местные жители боялись лишиться угодий, и пустынники, не желая никому быть в тягость, отправились дальше.
Село Воскресенское раньше было центром Нехотовского сельсовета, здесь была начальная школа, сельсовет, библиотека. До революции здесь стояла каменная церковь Воскресения Христова на реке Великой. В настоящее время разрушена, осталась только часть стены.